# Lealman
Lealman – jednostka osadnicza w Stanach Zjednoczonych, w stanie Floryda, w hrabstwie Pinellas.